# Courcelles-sous-Châtenois
Courcelles-sous-Châtenois é uma comuna francesa na região administrativa de Grande Leste, no departamento de Vosges. Estende-se por uma área de 2,33 km². Em 2010 a comuna tinha 79 habitantes (densidade: 33,9 hab./km²).

## História
A comuna de Courcelles é antiga, tendo sido mencionada no documento de fundação do priorado de Saint-Jacques de Neufchâteau, em 1097.
Em 1710, a comuna era dependente do bailiado de Neufchâteau. Em 1790, foi incluída no cantão de Vouxey, distrito de Neufchâteau.